# Мутаиру, Рафиу
Рафиу Мутаиру (фр. Rafiou Moutairou; род. 11 октября 1960, Ломе) — тоголезский футболист, нападающий.

## Карьера

### Клубная карьера
Мутаиру родился 11 октября 1960 года в Ломе. Во взрослом футболе дебютировал в 1977 году в клубе «Агаза», где играл на протяжении всей своей карьеры, продолжавшейся более двадцати лет. Всего в составе клуба принял участие в 768 матчах, в которых забил 451 гол.
Завершил карьеру футболиста в 1998 году.

### Карьера в сборной
В 1979 году дебютировал в официальных матчах в составе национальной сборной Того. В 1984 году играл в составе сборной на Кубке африканских наций.
Всего в составе сборной принял участие в 52 матчах, забив 25 голов.